# Afraid of Heights
Albums de Billy Talent
Dead Silence
(2012)
Singles
1. Afraid of Heights
Sortie : 12 mai 2016
2. Louder Than the DJ
Sortie : 3 juin 2016

Afraid of Heights est le cinquième album studio du groupe canadien Billy Talent, sorti le 29 juillet 2016.

## Liste des pistes
| No  | Titre                                 | Durée |
| --- | ------------------------------------- | ----- |
| 1.  | Big Red Gun                           | 3:17  |
| 2.  | Afraid of Heights                     | 3:45  |
| 3.  | Ghost Ship of Cannibal Rats           | 3:39  |
| 4.  | Louder Than the DJ                    | 3:21  |
| 5.  | The Crutch                            | 4:15  |
| 6.  | Rabbit Down the Hole                  | 6:03  |
| 7.  | Time-Bomb Ticking Away                | 3:22  |
| 8.  | Leave Them All Behind                 | 4:53  |
| 9.  | Horses & Chariots                     | 3:35  |
| 10. | This Is Our War                       | 4:02  |
| 11. | February Winds                        | 4:19  |
| 12. | Afraid of Heights (Reprise)           | 4:23  |
| 13. | Half Past Dead (Japanese bonus track) |       |

### Deluxe édition (CD bonus)
| No | Titre                                      | Durée |
| -- | ------------------------------------------ | ----- |
| 1. | Big Red Gun (demo version)                 | 4:04  |
| 2. | Afraid of Heights (demo version)           | 3:50  |
| 3. | Ghost Ship of Cannibal Rats (demo version) | 3:41  |
| 4. | Louder Than the DJ (demo version)          | 3:26  |
| 5. | The Crutch (demo version)                  | 4:15  |
| 6. | Time-Bomb Ticking Away (demo version)      | 3:24  |
| 7. | Leave Them All Behind (demo version)       | 4:52  |
| 8. | Afraid of Heights (Reprise) (demo version) | 4:23  |

## Classements hebdomadaires
| Classement (2016)                  | Meilleure position |
| ---------------------------------- | ------------------ |
| Allemagne (Media Control AG)       | 1                  |
| Australie (ARIA)                   | 26                 |
| Autriche (Ö3 Austria Top 40)       | 1                  |
| Belgique (Flandre Ultratop)        | 66                 |
| Belgique (Wallonie Ultratop)       | 82                 |
| Canada (Canadian Albums)           | 1                  |
| Écosse (OCC)                       | 14                 |
| Finlande (Suomen virallinen lista) | 26                 |
| Pays-Bas (Mega Album Top 100)      | 136                |
| Royaume-Uni (UK Albums Chart)      | 23                 |
| Royaume-Uni (Rock & Metal Albums)  | 1                  |
| Suisse (Schweizer Hitparade)       | 1                  |